# Comuna Kaplînți, Pîreatîn
Kaplînți (în ucraineană Каплинці) este o comună în raionul Pîreatîn, regiunea Poltava, Ucraina, formată din satele Kaplînți (reședința) și Usivka.

## Demografie
Componența lingvistică a comunei Kaplînți
     Ucraineană (97,18%)
     Rusă (2,55%)
Conform recensământului din 2001, majoritatea populației comunei Kaplînți era vorbitoare de ucraineană (97,18%), existând în minoritate și vorbitori de rusă (2,55%).